# Thelairosoma diaphanum
Thelairosoma diaphanum är en tvåvingeart som beskrevs av Louis-Paul Mesnil 1954. Thelairosoma diaphanum ingår i släktet Thelairosoma och familjen parasitflugor.
Artens utbredningsområde är Kongo. Inga underarter finns listade i Catalogue of Life.